# Заремба, Владислав Иванович
Владисла́в Ива́нович Заре́мба (15 (27) июня 1833, Дунаевцы, Подольская губерния, Российская империя — 11 (24) октября 1902, Киев) — украинский композитор, пианист и музыкальный педагог польского происхождения. Отец Сигизмунда Зарембы.

## Биография
Учился музыке у Антона Коципинского в Каменце-Подольском. В 1862 году поселился в Киеве, преподавал фортепиано и пение в различных учебных заведениях.

## Творчество
Автор песен и романсов как на польском, так и на украинском языках, в том числе около 30 вокальных сочинений на слова Тараса Шевченко («Музыка до Кобзаря»). Переложил для фортепиано ряд украинских народных песен. Был аранжировщиком популярной песни «Повій, вітре, на Вкраїну» Степана Руданского. Составил сборники музыкальной литературы для детей — вокальный «Песенник для наших детей» (пол. Spiewnik dia naszych dziatek) и фортепианный «Маленький Падеревский» (пол. Mały Paderewsky).